# Antonio de Córdoba (jesuita)

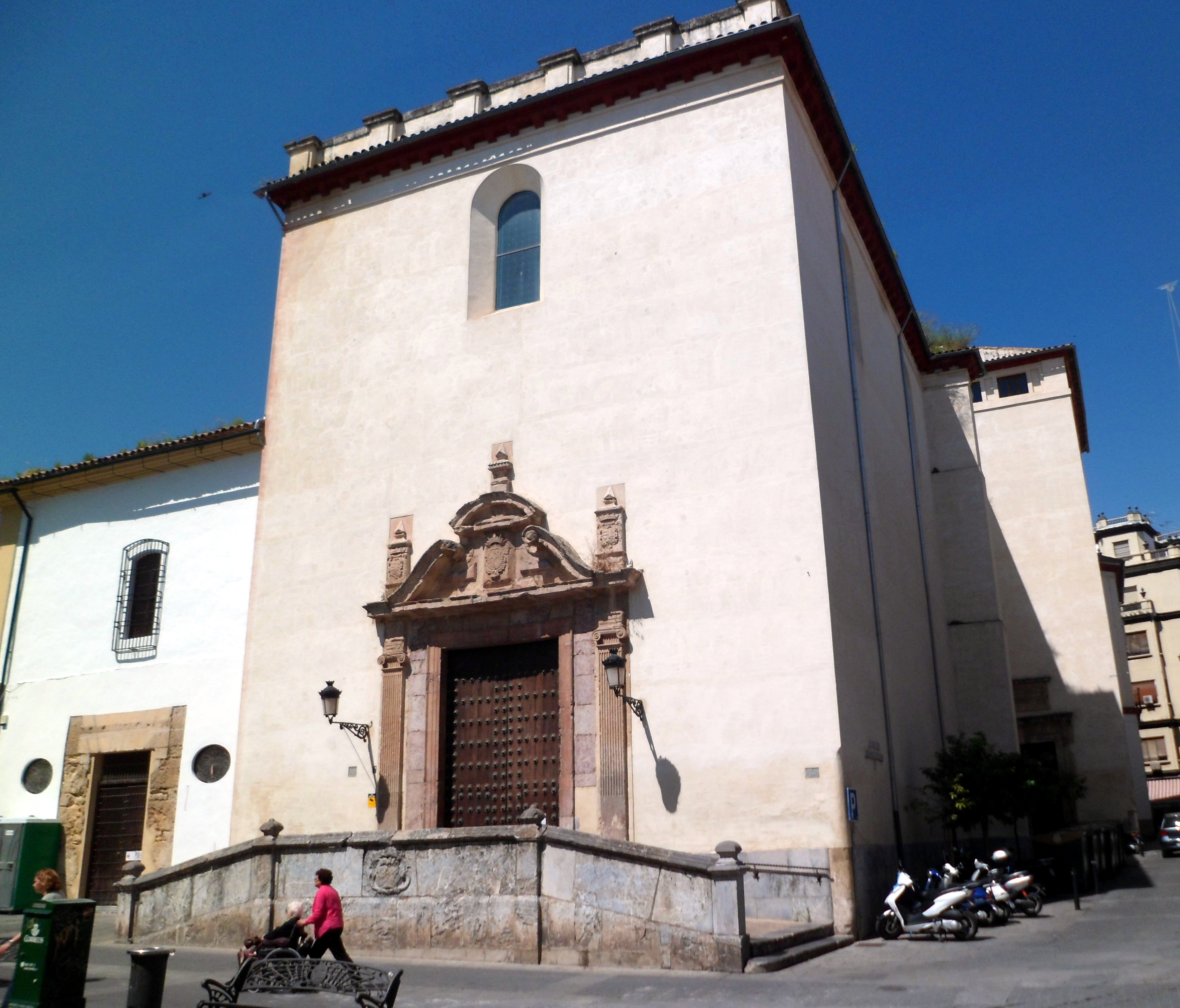
Iglesia del colegio de Santa Catalina, regentado por la Compañía de Jesús en Córdoba, del que fue rector Antonio.

Antonio de Córdoba (siglo XVI-Oropesa, 26 de enero de 1567) fue un teólogo y jesuita español, conocido también por ser miembro de la alta nobleza.

## Biografía
Fue uno de los hijos del matrimonio formado por Catalina Fernández de Córdoba, II marquesa de Priego y grande de España, y Lorenzo III Suárez de Figueroa, III conde de Feria. Tuvo varios hermanos y hermanas:  
- Pedro Fernández de Córdoba y Figueroa ( 1518-1552) IV conde de Feria y padre de Catalina, III marquesa de Priego.

- Gómez Suárez de Figueroa y Fernández de Córdoba, nacido en Zafra en 1523. A la muerte de su hermano mayor, heredó el condado de Feria, pues su carácter agnaticio impidió que le sucediese su hija Catalina, que si se convirtió en marquesa de Priego. Fue creado duque de Feria por Felipe II en 1567.

- Alfonso Fernández de Córdoba y Figueroa, I marqués de Villafranca y marqués consorte de Priego por su matrimonio con su sobrina Catalina.

- María Suárez de Figueroa y Fernández de Córdoba, duquesa de Arcos por su matrimonio con Luis Ponce de León y Téllez-Girón.

- Lorenzo Súarez de Figueroa y Fernández de Córdoba, obispo de Sigüenza y dominico.

Conoció en sus primeros años de vida a Juan de Ávila.  
Realizó estudios en la Universidad de Salamanca, donde conoció a los padres de la Compañía de Jesús, formada pocos años antes y de la que formaba parte el primo de Antonio, Francisco de Borja, duque de Gandía. Este conocimiento fue favorecido por Juan de Ávila.
Fue en Salamanca donde en 1552 decidió unirse a la Compañía.Este año fue propuesto formalmente para el capelo cardenalicio por el emperador Fernando, junto a Francisco de Borja, Diego de Tavera y Juan de Vega. Antonio y Francisco de Borja se negaron a este honor.Se conserva una carta escrita por Antonio desde Salamanca a Ignacio de Loyola el 31 de marzo de ese año sobre la renuncia al capelo.Antes de septiembre de 1553 viajó a la ermita de la Magdalena donde vivía Francisco de Borja en Oñate, donde ingresó en la orden empezando inmediatamente su noviciado. De ese mes de octubre se conserva otra carta a Ignacio de Loyola.
Viajó a Burgos a instancias de Francisco de Borja, que estaba en esa ciudad, para ser ordenado sacerdote. El 31 de mayo de 1553 víspera del Corpus Christi fue ordenado, cantando su primera misa al día siguiente en presencia de Francisco de Borja y la nobleza local. Después de junio de 1553 estuvo en Medina del Campo con Francisco de Borja. La presencia de ambos personajes hizo que se aprovechase para poner colocar la primera piedra del colegio de la Compañía en la ciudad.
Fue nombrado rector del flamante colegio de la Compañía de Jesús en Córdoba (Colegio de Santa Catalina) siendo aún novicio. Este colegio había sido fundado por su pariente Juan de Córdoba a instigación su madre.
En 1566 fue nombrado visitador de la provincia de Castilla. Hombre de frágil salud, ese año enfermó en Alcalá de Henares y su primo paterno Fernando Álvarez de Toledo y Figueroa, III conde de Oropesa le invitó a recuperarse en Oropesa. Su estado de salud empeoró y murió el 26 de enero de 1567. Fue depositado en el convento de San Francisco de la villa, lugar de entierro de los condes de Oropesa, siendo después trasladado al entierro de sus padres en el colegio de la Compañía en Montilla (cuyo templo es l actual basílica de San Juan de Ávila).
El dominico fray Luis de Granada le dedicó una de sus obras más notables: el Libro de la Oración y la Meditación.